# 紅葉川 (徳島県)
紅葉川（もみじがわ）は、徳島県那賀郡那賀町を流れる那賀川水系の河川である。

## 地理
旧那賀郡相生町北西部を南東に流れ、那賀川左岸に合流する。下流は紅葉の名所・紅葉川峡谷をなし蛇行する。また日野谷地区の灌漑用水の水源でもある。
付近の請ノ谷の鉱泉を利用して1976年（昭和51年）に那賀川左岸にもみじ川温泉がオープンした。

## 自然景勝地・名所
- 紅葉川渓谷
- もみじ川温泉